# I Think I Do
Pour plus de détails, voir Fiche technique et Distribution.
I Think I Do est un film américain réalisé par Brian Sloan, sorti en 1997.

## Fiche technique
- Titre : I Think I Do
- Réalisation : Brian Sloan
- Scénario : Brian Sloan
- Production : Lane Janger
- Musique : Inconnu
- Photographie : Inconnu
- Montage : François Keraudren
- Décors : Inconnu
- Costumes : Kevin Donaldson & Victoria Farrell
- Pays d'origine : États-Unis
- Format : Couleurs - 1,85:1 - Dolby Digital - 35 mm
- Genre : Comédie
- Durée : 90 minutes
- Date de sortie : 1997

## Distribution
- Alexis Arquette : Bob
- Christian Maelen : Brendan
- Lauren Vélez : Carol
- Jamie Harrold : Matt
- Guillermo Díaz : Eric
- Maddie Corman : Beth
- Marianne Hagan : Sarah
- Tuc Watkins : Sterling Scott
- Elizabeth Rodriguez : Celia
- Patricia Mauceri : Ms. Rivera
- Marni Nixon : Aunt Alice
- Dechen Thurman : Wedding Photographer
- Jordan Roth : Caterer/Sterling Admirer
- Mateo Gómez : Mr. Gonzalez
- Arden Myrin : Wendy